# Querubí Joan de Centelles Riu-sec i Ximénez de Urrea
Querubí Joan de Centelles Riu-sec i Ximénez de Urrea (? - 1522), senyor d'Aiora, fou un noble i militar del Regne de València.

## Ascendència i descendència
Fill de Francesc Gilabert de Centelles Riu-sec i de Queralt, i germà de Serafí, es casà amb Joana d'Heredia. L'any 1499 tingueren un fill al qual anomenaren Francesc Gilabert (futur comte d'Oliva, ja que el seu oncle no tingué descendència), i probablement un altre, Pere, que seria el pare de Francesc i Cristòfor, cosins i litigants de Magdalena de Centelles, i que finalment heretaran Nules i la vall d'Aiora segregant-les del comtat d'Oliva.

## Biografia
Querubí Joan de Centelles fou senyor d'Aiora. Va estar promès breument amb Lucrècia Borja, quan aquesta tenia 11 anys (16 de febrer de 1491). Aquest compromís es trencà quan el pare de Lucrècia va signar amb Gaspar de Pròixida altres capitulacions de matrimoni, que tampoc acabaren en matrimoni, ja que en assolir Roderic de Borja el pontificat, va buscar altres aliances més profitoses. A la família Borja li interessava Aiora per assegurar l'abastiment de combustible als enginys i trapigs sucrers de les seues terres, les fustes de Cofrents podien aplegar pel Xúquer fins a Cullera i des d'ací a la Safor pel mar.
Va intervindre en la lluita contra les Germanies junt al seu germà Serafí, i sembla que va morir el 1522 lluitant contra els moros granadins sublevats.